# Leucania vallettai
Leucania vallettai är en fjärilsart som beskrevs av Charles Boursin 1952. Leucania vallettai ingår i släktet Leucania och familjen nattflyn. Inga underarter finns listade i Catalogue of Life.